# Australia Act 1986

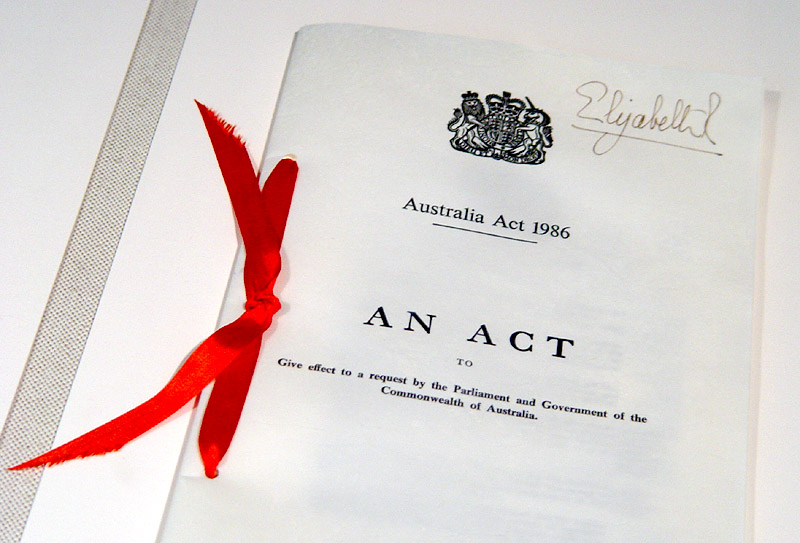
Australia Act 1986 med Elizabeth II:s namnteckning.

Australia Act 1986 var de beslut i Australiens parlament och Storbritanniens parlament, vilka klippte av de sista juridiska banden mellan Australien och Storbritannien, bortsett från att den som är Storbritanniens monark även är Australiens monark. Lagarna antogs 1986, och avskaffade de sista möjligheterna till eventuella domstolsöverklaganden till Kronrådet i Storbritannien gällande australiska rättsfall.

### Fotnoter
1. ↑  ”Australia profile -Timeline” (på engelska). BBC. 15 september 2015. http://www.bbc.com/news/world-asia-15675556. Läst 10 november 2015.